# Budynek przy ul. Grudziądzkiej 37 w Toruniu
Budynek przy ul. Grudziądzkiej 37 w Toruniu – zabytkowa willa z XIX i XX wieku w Toruniu. Po 1945 roku w budynku mieszkali profesorowie Uniwersytetu Mikołaja Kopernika w Toruniu: matematyk Leon Jeśmanowicz, filozof Henryk Elzenberg, językoznawczyni Halina Turska. Budynek figuruje w gminnej ewidencji zabytków pod numerem 1619.